# Lijst van rijksmonumenten in Cottessen
De plaats Cottessen telt 11 inschrijvingen in het rijksmonumentenregister. Hieronder een overzicht.
| Object                                                                                                | Oorspronkelijke functie? | Bouwjaar              | Architect | Locatie      | Coördinaten?                  | Nr.?  | Afbeelding        |
| --- | ------------------------ | --------------------- | --------- | ------------ | ----------------------------- | ----- | ----------------- |
| Hoeve van vakwerk en breuksteen.                                                                      | Boerderij                |                       |           | Cottessen 1  | 50° 45' 46" NB, 5° 56' 58" OL | 36649 | Meer afbeeldingen |
| Hoeve Termoere: Vakwerkhuis met zijgevel van kolenzandsteen                                           | Boerderij                | 18e eeuw              |           | Cottessen 8  | 50° 45' 33" NB, 5° 56' 21" OL | 36650 | Meer afbeeldingen |
| Vakwerkoeve bestaande uit een woonhuis met verdieping en zadeldak en drie losstaande bedrijfsgebouwen | Boerderij                | 18e eeuw              |           | Cottessen 3  | 50° 45' 43" NB, 5° 56' 50" OL | 36651 | Meer afbeeldingen |
| Vakwerkboerenhuis                                                                                     | Boerderij                |                       |           | Cottessen 4  | 50° 45' 40" NB, 5° 56' 43" OL | 36652 | Meer afbeeldingen |
| Vakwerkhoeve bestaande uit een woonhuis met verdieping en tentdak, opgetrokken met Andreaskruizen     | Boerderij                | 16e eeuw              |           | Cottessen 5  | 50° 45' 40" NB, 5° 56' 43" OL | 36653 | Meer afbeeldingen |
| Vakwerkhoeve met open binnenplaats en schuur                                                          | Boerderij                | 18e eeuw              |           | Cottessen 6  | 50° 45' 34" NB, 5° 56' 27" OL | 36654 | Meer afbeeldingen |
| Hoeve Bervesj: haakvormige hoeve van vakwerk                                                          | Boerderij                | eerste helft 19e eeuw |           | Cottessen 9  | 50° 45' 36" NB, 5° 55' 59" OL | 36655 | Meer afbeeldingen |
| Hoeve Bellet                                                                                          | Boerderij                | 18e eeuw              |           | Cottessen 10 | 50° 45' 45" NB, 5° 56' 16" OL | 36656 | Meer afbeeldingen |
| Witgeverfde hoeve van vakwerk                                                                         | Boerderij                | 18e eeuw              |           | Cottessen 13 | 50° 45' 56" NB, 5° 56' 30" OL | 36657 | Meer afbeeldingen |
| Vakwerkhoeve met verdieping en een zadeldak met geschoord overstek, gevels met planken bekleed        | Boerderij                | 18e eeuw              |           | Cottessen 12 | 50° 45' 56" NB, 5° 56' 29" OL | 36658 | Meer afbeeldingen |
| Vakwerkhuis met verdieping en zadeldak                                                                | Boerderij                | 18e eeuw              |           | Cottessen 14 | 50° 45' 60" NB, 5° 56' 26" OL | 36659 | Meer afbeeldingen |